# Provinz Lodi
Die Provinz Lodi (Lauden) ist eine Provinz im Süden der italienischen Region Lombardei. Zu ihren größten Gemeinden zählen Casalpusterlengo, Codogno und Sant’Angelo Lodigiano.
Die Provinz wurde 1992 von der Provinz Mailand abgetrennt.

## Größte Gemeinden
(Stand: 31. Dezember 2015)
| Gemeinde                 | Einwohner |
| ------------------------ | --------- |
| Lodi                     | 44.945    |
| Codogno                  | 15.844    |
| Casalpusterlengo         | 15.347    |
| Sant’Angelo Lodigiano    | 13.170    |
| Lodi Vecchio             | 07.537    |
| Zelo Buon Persico        | 07.240    |
| Tavazzano con Villavesco | 06.130    |
| Mulazzano                | 05.758    |
| Castiglione d’Adda       | 04.683    |